# 格闘技オリンピックIII〜'92カラテワールドカップ
格闘技オリンピックIII～'92カラテワールドカップ（かくとうぎオリンピックスリー92カラテワールドカップ）は、正道会館主催の格闘技大会。1992年10月4日、大阪府立体育会館で開催された。

## 大会概要
国内諸派の空手家と海外からの招待選手が出場するカラテワールドカップとキックボクシング形式のワンマッチ3試合からなる大会。カラテワールドカップには、極真空手の強豪アンディ・フグの出場とデル・クックらプロキックボクサーの参戦、ワンマッチでは、WKA世界スーパーヘビー級王者スタン・ザ・マンの初来日と、モーリス・スミスを破り立ち技格闘技世界最強の座を交代したピーター・アーツと佐竹雅昭の対戦が注目を集めた。開会式で93年春、打撃系立ち技格闘技世界最強の格闘者を決める大会「10万ドル争奪世界最強決定トーナメント（後のK-1 GRAND PRIX'93）」を行うと発表した。

## 試合結果

### カラテワールドカップ（第11回全日本空手道選手権）
スピリット空手ルール
48選手出場
| ● 優勝         | ● 準優勝 | ● 3位    | ● 3位    | 5位      | 6位      | 7位    | 8位      |
| -------------- | -------- | -------- | -------- | -------- | -------- | ------ | -------- |
| アンディ・フグ | 金泰泳   | 後川聡之 | 鈴木修司 | 田前純三 | 中川敬介 | 藤田実 | 松本栄治 |

ベストファイター賞　後川聡之　　

### スペシャルワンマッチ
女子キックボクシング エキシビジョンマッチ
サシキア・フォン・リュースイック vs.神風杏子
第1試合　キックボクシングルール2分5R
○  田上敬久（正道会館） vs.   ステファン”スーパーキック”ヴィック（WKA豪州Sウェルター級王者）×
5R終了 判定2-0
第2試合　キックボクシングルール2分5R
×  アダム・ワット（正道会館） vs.   スタン・ザ・マン（WKA世界スーパーヘビー級王者）○
1R TKO （場外転落時、アダム・ワットの右肩脱臼のためレフリーストップ）
第3試合　キックボクシングルール2分5R
△  佐竹雅昭（正道会館） vs.   ピーター・アーツ（IKBF世界ヘビー級王者）△
5R終了ドロー